# Béatrice Constant
Pour les articles homonymes, voir Constant.
Béatrice Constant, dite Béa, née Béatrice Dumont le 13 mars 1962 à Ougrée (province de Liège), est une coloriste et scénariste de bande dessinée belge.

## Biographie
Béatrice Dumont naît le 13 mars 1962 à Ougrée,,. Elle se forme artistiquement à l’École supérieure des arts Saint-Luc de Liège dans la section illustration, où elle rencontre son futur époux Michel Constant,.
Dès 1985, sous la signature de son simple prénom Béa, elle commence la mise en couleur à la gouache des albums de Michel Constant : Mauro Caldi dont le premier tome Mille Miglia, sort en 1987 aux Éditions du Miroir, suivi un an plus tard de Cinecitta dans la même maison d'édition. Lorsqu’en 1990 Alpen Publishers reprend et poursuit la publication des Mauro Caldi, on demande à Béa Constant de mettre en couleurs les derniers albums d’Arno et Alexandro Jodorowsky (Les Aventures d'Alef-Thau), mais le genre manga ne l’accroche pas et la demande est laissée sans suite... En 1990 encore, c’est elle qui met en couleurs le Peter Pan de Jean-Pierre Danard et François Pierre, sur scénario de François Rivière : Le Lagon aux Sirènes, publié chez Alpen. En 1992, elle participe aux couleurs du Théorème de Morcom d’Alain Goffin, sur scénario de Benoît Peeters, publié par Les Humanoïdes associés. Elle travaille encore sur un album paru chez Arboris : Meurtre à la Rapée d’Alain Goffin. Entre-temps, elle est contactée par Didier Conrad pour la mise en couleur des Innommables, avec le scénario de Yann, repris chez Dargaud. En 1994, elle travaille à nouveau pour Michel Constant dans son premier album d’une nouvelle série sur scénario de Michel Vandam : Bitume en 1995 aux éditions Casterman (6 titres). Ensuite, elle travaille sur la trilogie Red River Hôtel de Michel Constant et Jean-Luc Cornette dans la collection « Bulle noire » des éditions Glénat. Puis, Au centre du nowhere, une série à l'humour absurde (depuis 2005). En 2013, elle commence une longue collaboration avec Jean-Luc Delvaux dès le quatrième tome de la série Jacques Gipart publiée dans la collection « Calandre » aux Éditions Paquet. Pour le même dessinateur, elle réalise la mise en couleur du deuxième volume de Marc Jaguar intitulé Les Camions du diable publié dans la collection « Patrimoine » aux éditions Dupuis en 2018. C'est avec le one shot La Dame de Fer qu'elle se lance dans l'écriture à quatre mains d'un scénario de bande dessinée,. En 2022, sort le deuxième volet du triptyque sur l'Angleterre de Margaret Thatcher intitulé Lady Jane, publié aux éditions Futuropolis. En 2025, elle écrit toujours à quatre mains Déviation qui conte le parcours de Mary engagée dans une relation toxique et publié chez le même éditeur.
En outre, elle contribue à la célébration des 25 ans de Lucien de Frank Margerin par un court récit paru dans Lucien 25 pages chez Les Humanoïdes associés en 2004. Elle a également travaillé sur de multiples illustrations et publicités.
Le bourgmestre Francis Bekaert, et les différents membres du collège communal de Seraing reçoivent les dessinateurs, Béatrice et Michel Constant, à l’hôtel de ville dans le but de les mettre en valeur et de les féliciter pour leur carrière respective, extrêmement heureux de compter de tels artistes dans la région en 2019.
La famille Constant s’expose à l’ESA Saint-Luc Liège en 2023 C'est en tant qu'autrice de bande dessinée qu'elle est invitée au 6e festival de bande dessinée d'Isigny-sur-Mer la même année,.

## Publications

### comme coscénariste et coloriste
- La Dame de fer[7],[59],[60],[61], Futuropolis, Paris, 24 août 2017
Scénario : Michel Constant, Béatrice Constant - Dessin : Michel Constant - Couleurs : Béatrice Constant -  (ISBN 978-2-7548-1635-9)
- Déviation[62],[63],[64],[65],[66], Futuropolis, Paris, 12 mars 2025
Scénario : Michel Constant, Béatrice Constant - Dessin : Michel Constant - Couleurs : Béatrice Constant -  (ISBN 978-2-7548-3632-6)

#### Livres
: document utilisé comme source pour la rédaction de cet article.
- Jacques Fiérain, « Béa », dans La BD dans les provinces de Liège, Namur et Luxembourg, Charleroi, Éd. l'Âge d'or, 2004, 112 p., ill. ; 31 cm (ISBN 9782960019698, OCLC 470388297, présentation en ligne), p. 9. .
- Philippe Mellot, Michel Denni, Laurent Turpin et Isabelle Morzadec, Trésors de la bande dessinée : BDM 2023-2024 - Catalogue encyclopédique et Argus, Paris, Les Arènes, novembre 2022, 23e éd., 1677 p., ill. ; 23 cm (ISBN 9791037507280, OCLC 1351462460, présentation en ligne), p. 358, 720. .